# 誇大妄想
誇大妄想（こだいもうそう、grandiose delusions, GD、delusions of grandeur、expansive delusions）とは、妄想のサブタイプの一つであり、様々な精神障害患者に生じ、躁状態にある双極性障害の2/3、統合失調症の1/2、妄想性障害の1/2、薬物乱用者の多くに確認されている。誇大妄想は、己が有名で、全能で、裕福で、何かの力に満ちているという幻想的な信念を特徴としている。その妄想は一般的に幻想的であり、典型的には宗教的、SF、超自然的なテーマを持っている。 迫害妄想や幻聴幻覚とは対照的に、誇大妄想に関する研究は比較的不足している。健康な人の約10％が誇大的な考えを経験しているが、誇大妄想の診断基準を完全には満たしていない。

## 症状
DSM-IV-TRの妄想性障害診断基準によれば、誇大型の症状には、以下についての非常に誇張された考えが挙げられている。
- 自己価値
- 力[4]
- 知識
- アイデンティティ
- 神性または有名人との特別な関係[5]

例えば、自分の力や権威について架空の信念を持っている患者は、自分は王族のように扱われるべき支配的な君主であると信じていることがある。誇大妄想とそれと関連した誇大さの程度には、さまざまな患者において違いがある。
一部の患者は、自分が神、イングランドの女王、大統領の息子、有名なロックスターなどであると信じているが、そのほかの患者はそれほど壮大ではなく、自分は熟練したアスリートや偉大な発明家だと考えている。

## 妄想の原因
誇大妄想を形成する原因は、2つが挙げられている。
- 防衛としての妄想： 自尊心の低下や抑うつに対しての防御。
- 感情の一貫性： 誇張された感情の結果として。

## 診断
脳機能を妨げるような広範囲の精神障害を持つ患者は、誇大妄想を含む、さまざまな種類の妄想を経験する。誇大妄想は通常、ハンチントン病、パーキンソン病、ウィルソン病といった疾患による、続発性躁病と関連付けられている。続発性躁病は、モノアミン作動性神経伝達物質機能を調整するL-DOPAおよびイソニアジドなどの物質によっても引き起こされてきた。ビタミンB12欠乏症、尿毒症、甲状腺機能亢進症、カルチノイド症候群などが、続発性躁病を引き起こし、誇大妄想の原因となると分かっている。
妄想を診断する際には、 MacArthur-Maudsley Assessment of Delusions Scheduleを用いて患者を評価する。

## 疫学
Stompeとその同僚ら (2006)による、1000人以上の幅広いバックグラウンドを持つ個人の調査によれば、誇大妄想は被害妄想に次いで二番目に一般的な妄想であると発見された。統合失調症患者における誇大妄想発生の、文化間での変動も観察されている。
Appelbaumらによる研究によれば、誇大妄想は統合失調症患者(49%)よりも双極性障害(59%)の患者においてより一般的に確認されており、続いて薬物乱用障害(30%)およびうつ病患者(21%)において存在することが見出された。
双極性障害の発症年齢と誇大妄想の発生との間には、関係があると主張されている。Carlsonら(（2000)によると、それらの発症時に21歳以下であった患者では74%に誇大妄想が現れたが、発症時に30歳以上のであったものについては誇大妄想発生は40%％に留まった。